# Nowa Myśl (rejon oszmiański)
Nowa Myśl – dawny folwark i kolonia. Tereny, na których były położone, leżą obecnie na Białorusi, w obwodzie grodzieńskim, w rejonie oszmiańskim, w sielsowiecie Boruny.

## Historia
W czasach zaborów folwark w gminie Holszany, w powiecie oszmiańskim, w guberni wileńskiej Imperium Rosyjskiego. W 1905 roku liczył 14 mieszkańców, 50 dziesięcin, własność Gana.
W latach 1921–1945 folwark i kolonia leżały w Polsce, w województwie wileńskim, w powiecie oszmiańskim, w gminie Holszany.
W 1931 folwark w 1 domu zamieszkiwało 7 osób; kolonię w 1 domu zamieszkiwało 8 osób.
Wierni należeli do parafii rzymskokatolickiej i prawosławnej w Borunach. Miejscowość podlegała pod Sąd Grodzki w Holszanach i Okręgowy w Wilnie; właściwy urząd pocztowy mieścił się w Borunach.